# Reagrupamento das Forças Democráticas da Guiné
O Reagrupamento das Forças Democráticas da Guiné (em francês:  Rassemblement des forces démocratiques de Guinée, RFDG) foi um grupo rebelde guineense. Também era conhecido como Movimento das Forças Democráticas da Guiné (em francês:  "Mouvement des Forces Democratiques de Guinee"). A organização foi representada na mídia por um homem identificado como Mohamed Lamine Fofana, mas cuja identidade era questionável.
Esse grupo rebelde lançou uma série de ataques contra as forças do governo guineense a partir de sua base localizada na Libéria em 11 de setembro de 2000. As forças estatais guineenses lançaram uma contraofensiva contra a organização e as forças liberianas em 22 de setembro. Os intensos combates duraram até março de 2001. Uma reunião da CEDEAO em abril de 2001 foi capaz de evitar que este conflito se transformasse em uma guerra em grande escala entre Guiné e Libéria e conseguiu acabar com a insurgência guineense.